# Complexe du bois strié de la vigne

Le complexe du bois strié de la vigne est un ensemble de maladies d'origine virale affectant la vigne cultivée (Vitis vinifera). Cinq espèces de virus sont généralement associées à ces maladies : Grapevine virus A (GVA), Grapevine virus B (GVB), Grapevine virus D (GVD), Grapevine virus E (GVE) et Grapevine rupestris stem pitting-associated virus (GRSPaV). Cette maladie signalée pour la première fois en Italie en 1961, est désormais considérée comme ayant une répartition cosmopolite.
Ce « complexe » recouvre quatre formes de la maladie  :
- bois strié de Vitis rupestris (Rupestris stem pitting), associée au Rupestris stem pitting associated virus (RSPaV) ;
- bois strié de Kober (Kober stem grooving), associée au Grapevine virus A (GVA) ;
- écorce liégeuse de la vigne (Grapevine corky bark), associée au Grapevine virus B (GVB) ;
- bois strié de LN 33 (LN33 stem grooving syndrome), qui se distingue par une indexation biologique, mais aucun virus n'a été associé à ce syndrome.

La distinction de ces quatre formes est basée sur les réactions différentielles montrées par les plantes indicatrices (espèce ou cultivars) Vitis rupestris, Vitis vinifera cv. 'Kober 5BB' et Vitis vinifera cv. 'LN 33', à la suite d'inoculations par greffage.
La propagation de tous ces virus est liée principalement à la multiplication végétative du matériel végétal infecté.
Les symptômes sur le bois sont variables et dépendent de la combinaison des espèces virales impliquées.
Les virus associés au complexe du bois strié de la vigne peuvent également se présenter sous forme d'infections mixtes entre eux et avec différents virus associés à la maladie de l'enroulement de la vigne. 

## Symptômes
Les différentes formes de la maladie sont difficiles à distinguer  sur le terrain en raison de l'absence de symptômes différentiels sur divers cultivars. 
En général, les vignes infectées sont moins vigoureuses et peuvent être rabougries par retard de croissance. Le débourrement au printemps peut être retardé. Certains pieds de vigne dépérissent et peuvent mourir quelques années après la plantation.
On observe sur les tiges le symptôme du « bois strié », sous la forme de striures et de cannelures sur le cylindre du bois, visibles sous le rhytidome. 
Sur les vignes greffées on constate souvent un gonflement du scion au-dessus du point de greffe.
Chez certains cultivars, l'écorce du scion au-dessus du point de greffe devient très épaisse et liégeuse, avec une texture spongieuse et un aspect rugueux, souvent marqué par des sillons ou des cannelures. 
Ces altérations peuvent se produire sur le scion, le porte-greffe ou sur les deux, selon la combinaison cultivar/porte-greffe et éventuellement en fonction de la sensibilité individuelle des ceps. Elles varient aussi selon la combinaison des espèces virales impliquées.
Dans la plupart des cas, aucun symptôme spécifique n'est observé sur le feuillage, mais les grappes peuvent être plus petites et moins nombreuses que la normale. Certains cultivars présentent des symptômes similaires à ceux induits par la maladie de l'enroulement, c'est-à-dire l'enroulement du bord des feuilles, la coloration jaune ou rouge du limbe foliaire des feuilles. Lorsqu'ils surviennent, ces symptômes sont plus graves que ceux induits par les formes ordinaires de l'enroulement.